# Comté de Yamaska
Pour les articles homonymes, voir Yamaska.
Le comté de Yamaska était un comté municipal du Québec ayant existé entre 1855 et le début des années 1980. Le territoire qu'il couvrait fait aujourd'hui partie de la région du Centre-du-Québec et est compris principalement dans la MRC de Nicolet-Yamaska, et en partie dans les MRC de Drummond et de Pierre-De Saurel. Son chef-lieu était la municipalité de Saint-François-du-Lac.
Le comté est nommé en référence à la rivière Yamaska qui le traverse. 

## Municipalités situées dans le comté
- Baie-du-Febvre
- La Visitation-de-Yamaska
- Odanak (situé dans les limites du territoire, mais ne faisait pas partie du comté municipal)
- Pierreville
- Saint-Bonaventure
- Saint-David
- Saint-Elphège
- Saint-François-du-Lac
- Saint-Guillaume
- Saint-Pie-de-Guire
- Saint-Zéphirin-de-Courval
- Yamaska